# Rachel Bay Jones

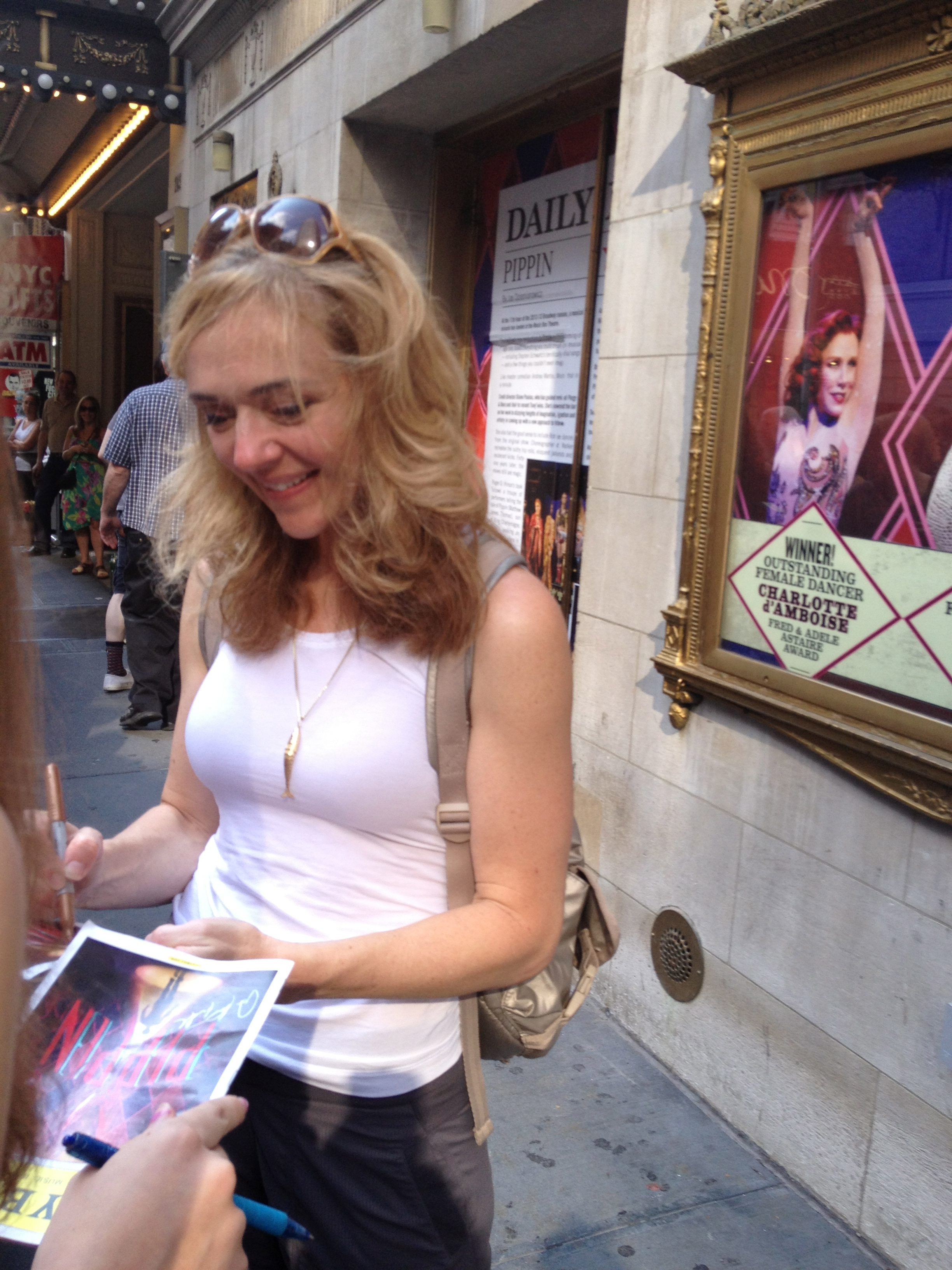
Rachel Bay Jones 2013

Rachel Bay Jones (* 8. November 1969 in New York City) ist eine US-amerikanische Schauspielerin und Sängerin. Sie ist vor allem bekannt für ihre Rollen als Catherine in der Broadway-Neuauflage des Musicals Pippin im Jahr 2013 sowie als Heidi Hansen, die Mutter von Evan Hansen, im Musical Dear Evan Hansen. Für Letztere wurde sie mit einem Daytime Emmy Award, einem Grammy Award und einem Tony Award ausgezeichnet. Sie gehört damit zu den wenigen Künstlerinnen, die drei der vier wichtigsten US-amerikanischen Unterhaltungsawards erhalten haben.

## Leben
Sie wurde 1969 in New York City geboren. Rachel Bay Jones’ Mutter ist jüdisch. Beide Eltern waren Shakespeare-Darsteller. Jones brach die High School ab, um in einem lokalen Theaterstück mitzuspielen. Mit 19 Jahren zog sie nach New York City, um eine Schauspielkarriere zu verfolgen.

## Karriere
Ihr Broadway-Debüt gab sie 1989 als Zweitbesetzung der Hauptrolle Esther in Meet Me in St. Louis.
In den frühen 1990er Jahren war sie mit Grand Hotel auf Tournee und trat international unter anderem in Rent (auf Deutsch) und Evita (auf Spanisch) auf. 2009 spielte sie in der Broadway-Wiederaufnahme von Hair mehrere Rollen.
Im Jahr 2013 war sie in der Neuinszenierung von Pippin als Catherine, der Geliebten von Pippin, während der gesamten Spielzeit auf der Bühne. 2015 übernahm sie die Rolle der Heidi Hansen im Musical Dear Evan Hansen, das zunächst am Arena Stage Theater in Washington, D.C. Premiere feierte. 2016 folgten Off-Broadway- und später Broadway-Aufführungen. Bei den Tony Awards 2017 gewann sie den Preis als Beste Nebendarstellerin in einem Musical.
Nach ihrem Abschied von Dear Evan Hansen im August 2018 präsentierte Jones ein eigenes Ein-Frau-Kabarettprogramm mit dem Titel Something Beautiful, das Lieder aus ihrer Karriere enthielt. Im Fernsehen war sie 2018 in der CBS-Serie God Friended Me als Susan zu sehen. Gastrollen hatte sie außerdem in Modern Family und Grey’s Anatomy. Im Juni 2019 trat sie beim Konzert von Sweet Charity in der Merkin Concert Hall in New York auf.
Von Januar bis Februar 2020 spielte sie die Rolle der Diana in Next to Normal im Rahmen der Kennedy Center Broadway Center Stage Serie in Washington, D.C. 2021 wurde sie als Salen Morrison in die Serie The Good Doctor aufgenommen. Dabei arbeitete sie erneut mit Noah Galvin zusammen, der zuvor in Dear Evan Hansen ihren Sohn spielte. 2022 übernahm sie eine wiederkehrende Rolle in der Serie Young Sheldon als Audrey McAllister, die Schwiegermutter von Georgie Cooper.

## Theater (Auswahl)
- 1989: Meet Me in St. Louis – Esther, Broadway
- 1990er: Grand Hotel – Tourproduktion
- 1990er: Evita (auf Spanisch) – Tourproduktion
- 1990er: Rent (auf Deutsch) – Tourproduktion
- 2009: Hair – Broadway
- 2013–2014: Pippin – Catherine, Broadway
- 2015–2018: Dear Evan Hansen – Heidi Hansen (Arena Stage, Off-Broadway, Broadway)
- 2018–2019: Something Beautiful – Solo-Cabaret
- 2019: Sweet Charity in Concert – Kaufman Music Center, New York
- 2020: Next to Normal – Diana, Kennedy Center, Washington D.C.
- 2023–2024: Here We Are - Marianne Brink, Off-Broadway

## Filmografie (Auswahl)
- 2018–2019: God Friended Me – Susan (wiederkehrende Rolle)
- 2019: Modern Family – Gastrolle
- 2020: Grey’s Anatomy – Gastrolle
- 2021–2022: The Good Doctor – Salen Morrison
- ab 2022: Young Sheldon – Audrey McAllister
- ab 2024: Georgie and Mandy – Audrey McAllister

## Auszeichnungen
- 2017: Tony Award – Beste Nebendarstellerin in einem Musical für Dear Evan Hansen
- Grammy Award – Bestes Musical-Album für Dear Evan Hansen (Ensemble)
- Daytime Emmy Award – Performance in Dear Evan Hansen (TV-Aufzeichnung)